# František Topič
František Topič (20. listopadu 1858 Chvalín u Roudnice nad Labem – 29. března 1941 Praha) byl pražský knihkupec, nakladatel, vydavatel a významný představitel moderní knižní kultury a umění uměleckých řemesel.

## Život
Nakladatelství Františka Šimáčka bylo založeno nakladatelskou koncesí v únoru roku 1883 a převzetím knihtiskárny, nakladatelství a skladu pověřilo knihkupce Františka Topiče. 12. 11. se Topič oženil se Šimáčkovou neteří Terezií Šulcovou. Po Šimáčkově smrti roku 1885 si zažádal o vlastní koncesi, kterou získal roku 1886. Ve firmě pracovali Topičův syn Jaroslav, jeho manželka Milada a vnučka Milada.
Budova Topičova nakladatelství byla postavena na Ferdinandově (dnešní Národní) třídě 9 podle projektu v roce Jana Zeyera roku 1894 a rozšířena o sousední dům č. 11 roku 1906 podle projektu arch. Osvalda Polívky. Postupně se nakladatelství rozrostlo o další domy a sklad na Vinohradech (Polská ul., Poznaňská a Makarenkova = dnešní Masarykova 56, knihkupectví NLN).
Nakladatelství sdružovalo kolektiv autorů, překladatelů a výtvarníků, vydávalo knihy v několika jazycích, dále plakáty, grafické listy a vlastnilo umělecký obchod a výstavní síň, tzv. Topičův salón. Činnost byla ukončena smrtí nakladatelova syna Jaroslava a prodejem domu firmě Františka Borového.
Zemřel roku 1941 a byl pohřben v rodinné hrobce na Olšanských hřbitovech postavené dle návrhu Jana Kotěry z roku 1905. V roce 2021 vyšla monografie historika Pavla Fabiniho mapující života Františka Topiče a jeho podnikatelských aktivit.